# Svendborg (stad)
Svendborg is een havenstadje op Funen met 27.263 inwoners (2007), en maakt deel uit van de gemeente Svendborg.
In de nabijheid van Svendborg staat het Valdemars Slot, een kasteel uit de zeventiende eeuw. Bij het Valdemars Slot groeit de Ambrosius-eik, een ongeveer vierhonderd jaar oude zomereik Quercus robur.

## Geboren
- Grethe Meyer (1918-2008), industrieel ontwerper
- Bent Mejding (1937-2024), acteur, toneelspeler, regisseur en theaterdirecteur
- Henrik Eigenbrod (1956), voetballer
- John Eriksen (1957-2002), voetballer
- Christian Holst (1981), Faeröers-Deens voetballer
- Thomas Augustinussen (1981), voetballer
- Sarah-Sofie Boussnina (1990), actrice

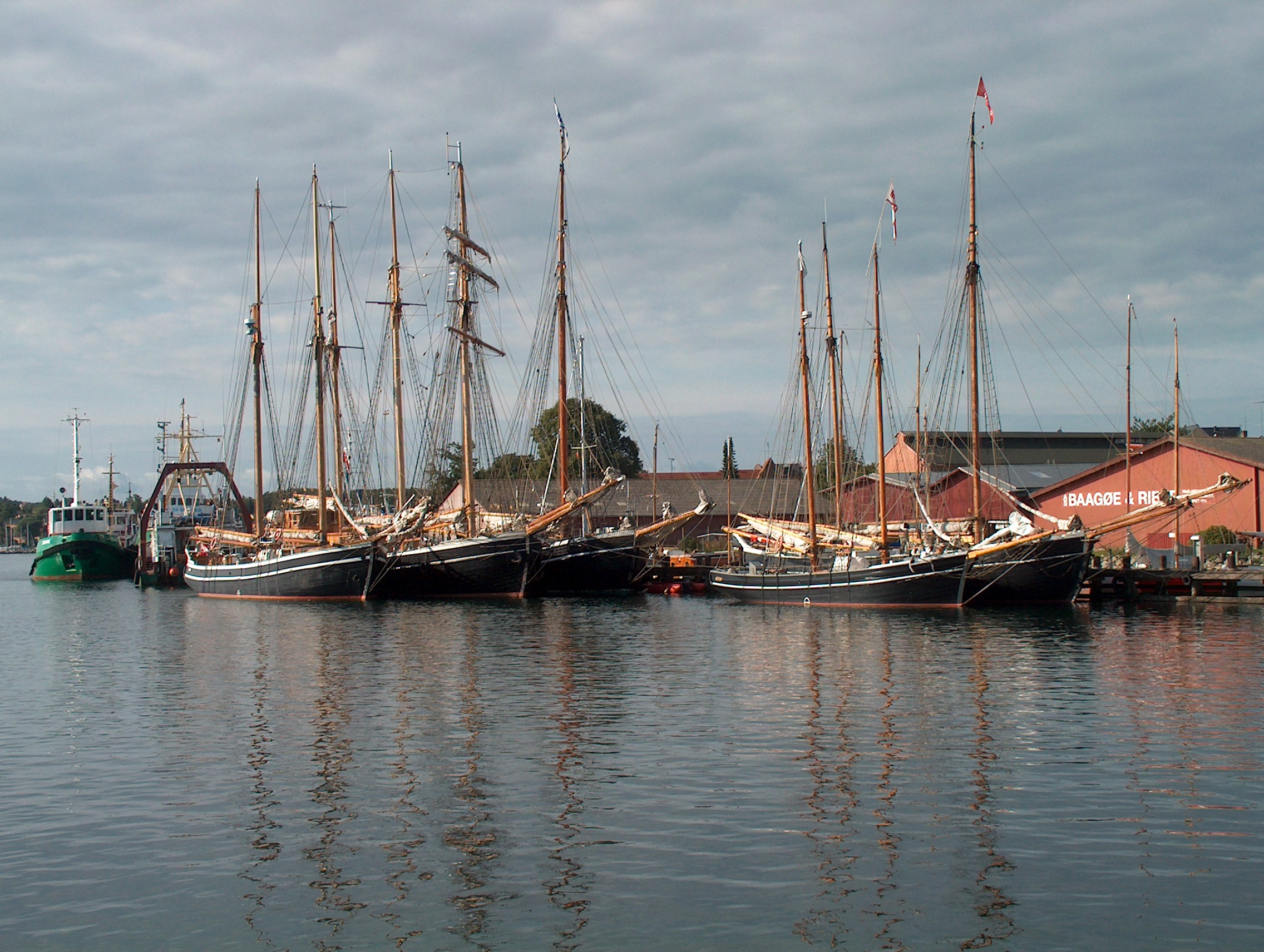
Haven

- Bibliothèque nationale de France: cb11997860g (data)
- Gemeinsame Normdatei: 4106448-3
- Library of Congress Control Number: n79079235
- MusicBrainz: b249b7cf-c128-452b-938f-7ca53148e54c
- Nationale Bibliotheek van Tsjechië: ge1240208
- Nationale Bibliotheek van Israël: 987007547798405171
- Système universitaire de documentation: 130930997
- Virtual International Authority File: 154758391
- WorldCat: E39PBJgd9QdhdgDvhg9DkqJVYP